# ساتیپو
ساتیپو (به اسپانیایی: Satipo) یک منطقهٔ مسکونی در پرو است که در استان ساتیپو واقع شده‌است. ساتیپو ۳۰٬۰۰۰ نفر جمعیت دارد و ۶۲۸ متر بالاتر از سطح دریا واقع شده‌است.